# Seebach (Main, Gädheim)
Der Seebach ist ein knapp zwölf Kilometer langer linker Zufluss des Mains im unterfränkischen Landkreis Haßberge.

## Geografie

### Verlauf
Der Seebach entspringt im Iphofen-Gerolzhofener Steigerwaldvorland südöstlich des Knetzgauer Ortsteiles Hainert auf einer Höhe von 253 m ü. NHN in einem Feld direkt neben der von Westheim nach Wonfurt führenden HAS 12.
Er fließt zunächst in etwa 350 Meter in nordwestlicher Richtung durch eine landwirtschaftliche geprägte Zone und erreicht dann den Südrand von Hainert. Er bildet südlich der St. Josef der Bräutigam-Kirche einen kleinen Teich und verschwindet dann kurz in den Untergrund, taucht nach knapp 100 m wieder an der Oberfläche auf und läuft danach am Ostrand des Dorfes entlang.
Er verlässt nun die Ortschaft und zieht weiterhin in nordwestlicher Richtung durch Ackerland. Bei einer kleinen Kläranlage wechselt er seine Laufrichtung nach Norden und unterquert dann die E 48. Er fließt nun knapp einen halben Kilometer am Ostrand eines kleinen Laubwaldes entlang und wird dann auf seiner rechten Seite auf einer Höhe von 229 m ü. NHN von dem kleinen, aus Ostnordosten heranziehenden Erlwiesenbach gespeist. Der Seebach läuft nun in fast westlicher Richtung südlich des Weinberges am nördlichen Rand des kleinen Laubwäldchens entlang, erreicht den Ostrand von Wonfurt und nimmt dort auf seiner linken Seite den Ebertsgraben auf.
Der Seebach zieht nun in westnordwestlicher Richtung am Nordostrand der Ortschaft entlang, kreuzt dann die St 2275. Bei der Maingasse, nur etwa 200 m vom Main entfernt, schlägt er dann einen Bogen und fließt danach in südwestlicher Richtung durch Felder. Er passiert nun einen kleinen Teich und vereinigt sich dann mit seinem größten Zufluss, dem aus dem Süden heranziehenden Steinsfelder Mühlbach, der am untersten Lauf auch Schwappach genannt wird. Dieser ist mit einer Länge von gut zehn Kilometer doppelt so lang wie der Seebach von seiner Quelle bis dort.
Der Seebach läuft danach am südlichen Ufer des Horhauser Sees entlang, in dessen Westbecken er einmündet. Etwa 200 m später verlässt er den See wieder und quert dann die St 2426. Knapp vierhundert Meter bachabwärts wird er auf seiner linken Seite von der aus dem Süden kommenden Dampfach verstärkt.
Der Seebach fließt nun nördlich des kleinen zur Gemeinde Theres gehörenden Dorfes Horhausen an der Steinmühle vorbei und nimmt dann nördlich des Wilder Sees von links den Pfaffbach auf. Der Seebach zieht danach in nordwestlicher Richtung durch Felder und Wiesen und nähert sich dem Main bis auf 50 m an.
Er fließt nun parallel zum Main in westlicher Richtung und mündet schließlich südlich eines kleinen Kraftwerkes in den Alten Main, welcher seinerseits kurz danach südlich des auf der anderen Flussseite liegenden Gädheimer Ortsteiles Ottendorf in den Main einmündet.

### Zuflüsse
Zuflüsse bachabwärts
- Erlwiesenbach (rechts), 1,0 km, östlich von Wonfurt, 229 m ü. NHN
- Ebertsgraben (links), 0,9 km, am Ostrand von Wonfurt, 221 m ü. NHN
- Steinsfelder Mühlbach (zuunterst auch Schwappach) (links), 10,0 km, westlich von Wonfurt, 216 m ü. NHN
- Dampfach (Horhäuser Mühlbach) (links), 7,9 km, nördlich von Horhausen, 215 m ü. NHN
- Pfaffbach (links), 3,5 km, westlich von Horhausen, 214 m ü. NHN

### Flusssystem
- Liste der Fließgewässer im Flusssystem Seebach

### Ortschaften
Ortschaften nacheinander am Lauf mit ihren Zugehörigkeiten. Nur die Namen tiefster Schachtelungsstufe bezeichnen Siedlungsanrainer.
Landkreis Haßberge
- Gemeinde Knetzgau
  - Hainert (Kirchdorf, überwiegend rechts)
- Gemeinde Wonfurt
  - Wonfurt (Kirchdorf, überwiegend links)
- Gemeinde Theres
  - Horhausen (Kirchdorf, links in wenig Abstand)

Landkreis Schweinfurt
- Grettstadt (fast nur links)
  - (ohne Besiedlung am Lauf)

Landkreis Haßberge
- Gemeinde Gädheim (rechts)
  - (ohne Besiedlung am Lauf)